# Богородице-Рождественский храм (Повитье)
Богородице-Рождественский храм, Пречистенская церковь — православный храм в аг. Повитье Кобринского района Брестской области. (Беларусь). Является памятником архитектуры неорусского стиля, с 2007 г. включен в Государственный список историко-культурных ценностей Республики Беларусь. Приходской храм Кобринского благочиния Брестской и Кобринской епархии РПЦ.

## История
Деревянный храм заложен в 1907 г. рядом с приходской Михайло-Архангельской церковью.
9 октября 1911 года храм был освящен.
Из-за активной позиции прихожан в советский период храм не закрывался.
Из годового отчёта за 1959 год:
«Население прихода около 2-х тысяч человек. Ограждение церкви из штахета. Покрашена кровля. В 1960 году планируется наружная покраска храма. Облачения и хоругви обветшалые. Притчевых строений нет — конфискованы местной властью. В доме псаломщика помещается правление сельсовета и почта. В доме священника помещается председатель колхоза… За год совершено 78 крещений, 15 браков, 20 погребений. В приходе легально существует секта штундобаптистов, нелегально пятидесятников, существующие секты особенного влияния на православных не производят».
В 1961 году был запрещён колокольный звон. Вслед за соседними приходами и над Повитьевской церковью нависла угроза закрытия. Церковь обложили непомерным налогом, но прихожане смогли его уплатить. Тогда власти выдвинули другую причину — якобы церковь находится в аварийном состоянии. Приехавшая из Минска по просьбе прихожан комиссия не подтвердила аварийного состояния церкви.

## Архитектура
Храм является памятником архитектуры неорусского стиля, представляющее собой крупномасштабное сооружение со сложной и многоплановой объёмно-пространственной композицией. В её основе высокий сруб, завершающийся центральным восьмигранным световым барабаном с шатровым верхом и луковичной главкой и четырьмя угловыми главками на стройных двухъярусных шейках. К основному объёму с востока примыкает пятигранная апсида с вальмовой крышей, а с запада — удлинённый бабинец и притвор с колокольней над ним. В нишах центрального крестового сруба устроены низкие трёхгранные ризницы. Фигурные трёхлопастные боковые фронтоны придают художественную выразительность и величие. Вертикальной доминантой композиции является высокая многоярусная шатровая колокольня с луковичной главкой, аналогичной центральной. Шалёвка трёх видов: вертикальная в цокольной части, горизонтальная на стенах и диагональная на фронтонах. Декор обогащают угловые и прямоугольные лопатки, геометризованные наличники прямоугольных и стреловидных оконных проёмов. Главный вход выделен двухстолпным крыльцом с шатром и главкой. В интерьере господствует подкупольное пространство светового барабана, опирающегося через паруса на стены центрального сруба.

## Настоятели
- Игнатий Павлович (1905 — ?)
- Сергий Савчук (упом. 1949)
- Виктор Бойтик (с 2004)